# 寺田祐也
寺田 祐也（てらだ ゆうや、1980年5月7日 - ）は、静岡県静岡市出身の元プロ野球選手（内野手）。右投右打。

## 来歴・人物
静岡高校では2年秋に県大会3位で東海大会へ進むが初戦敗退。1998年ドラフト会議で阪神タイガースに5位指名され入団。1学年下に高木康成がいた。
どこでも守れる内野手として期待されたが、一軍出場は果たせず、3年目の2001年に戦力外通告となった。松坂世代に該当する選手の中ではドラフト同期で当時横浜に所属し、同時期に戦力外通告を受けた金川直樹と並び最も早い退団者となった。
退団後は指導者を志し体育大学を受験するが失敗に終わる。その後は実家に戻り母校で少年野球の指導をしながらプロ復帰を目指し、トレーニングや練習を行なっていた。
2005年、イタリア・セリエA2に所属するフィオレンティーナ・ベースボールの入団テストを受け入団。遊撃手としてレギュラーを獲得するが、イタリア人選手のレベルを向上させるため外国人選手を置かないというチーム方針の煽りで、同年オフに退団し現役を引退。
兄は、ロサンゼルス・エンゼルスでトレーナーを務める寺田庸一。

## 詳細情報

### 年度別投手成績
- 一軍公式戦出場なし

### 背番号
- 66（1999年 - 2001年）